# Zenobia pulverulenta
Zenobia pulverulenta là một loài thực vật có hoa trong họ Thạch nam. Loài này được (W. Bartram ex Willd.) Pollard miêu tả khoa học đầu tiên năm 1895.

## Hình ảnh

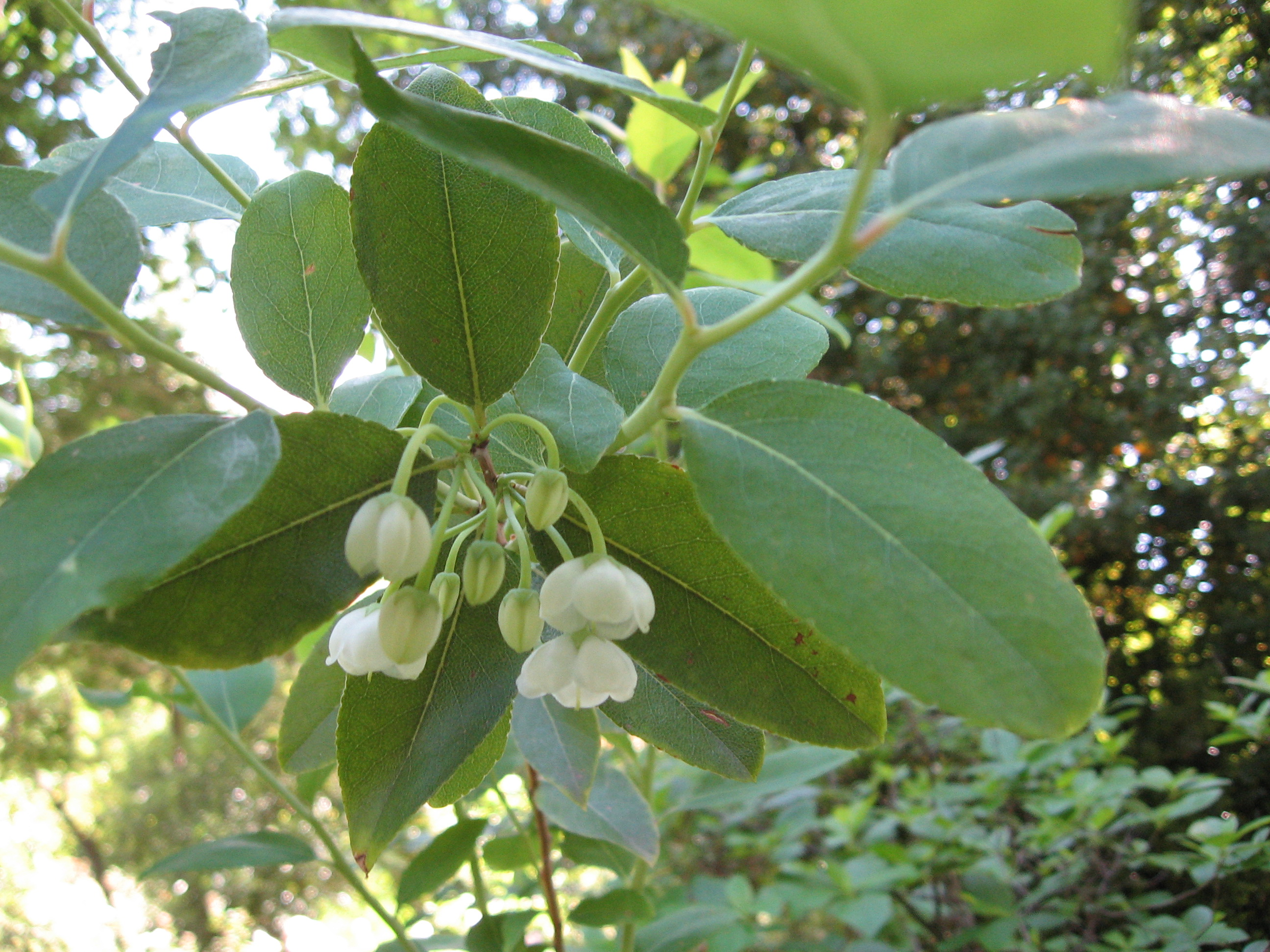
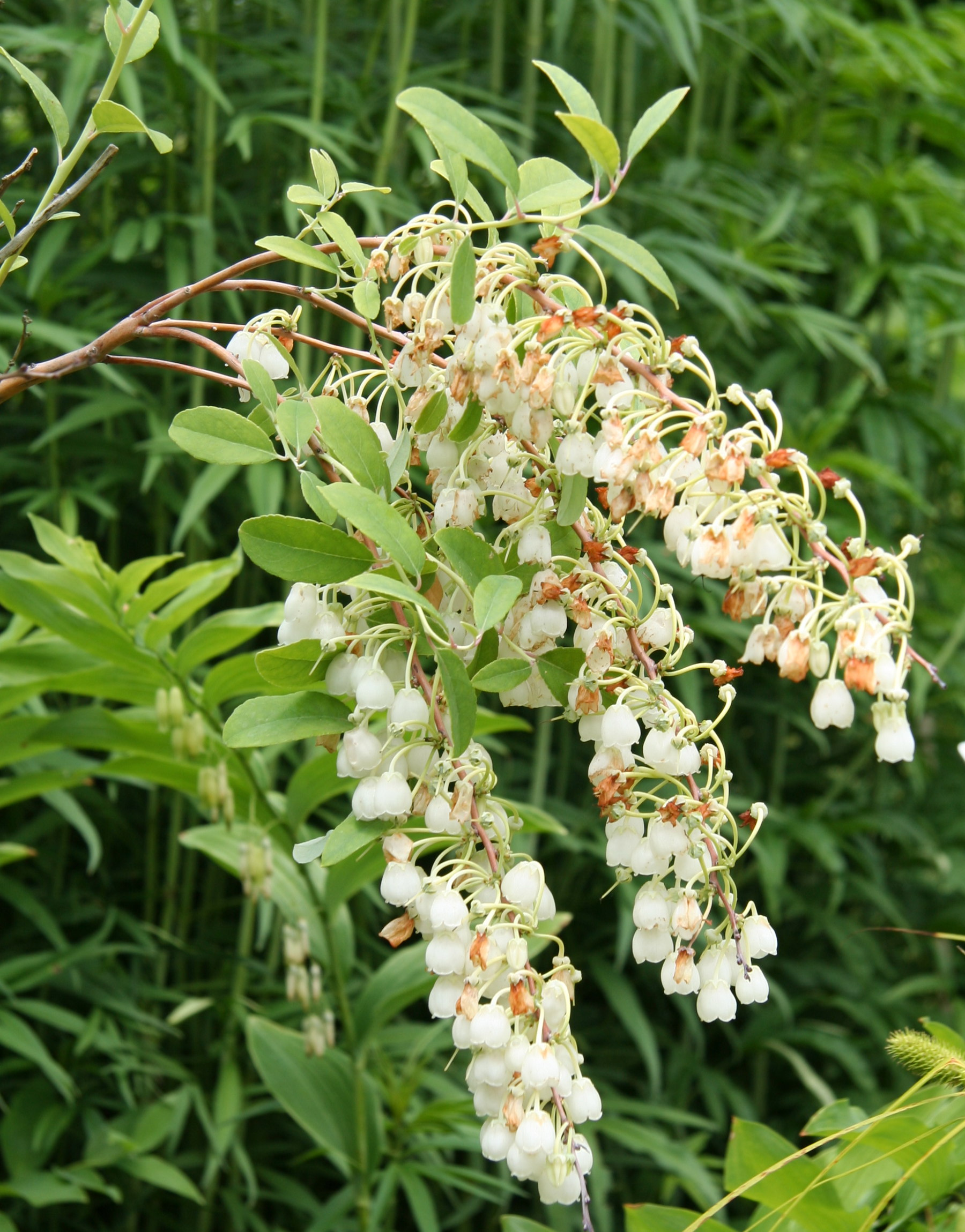
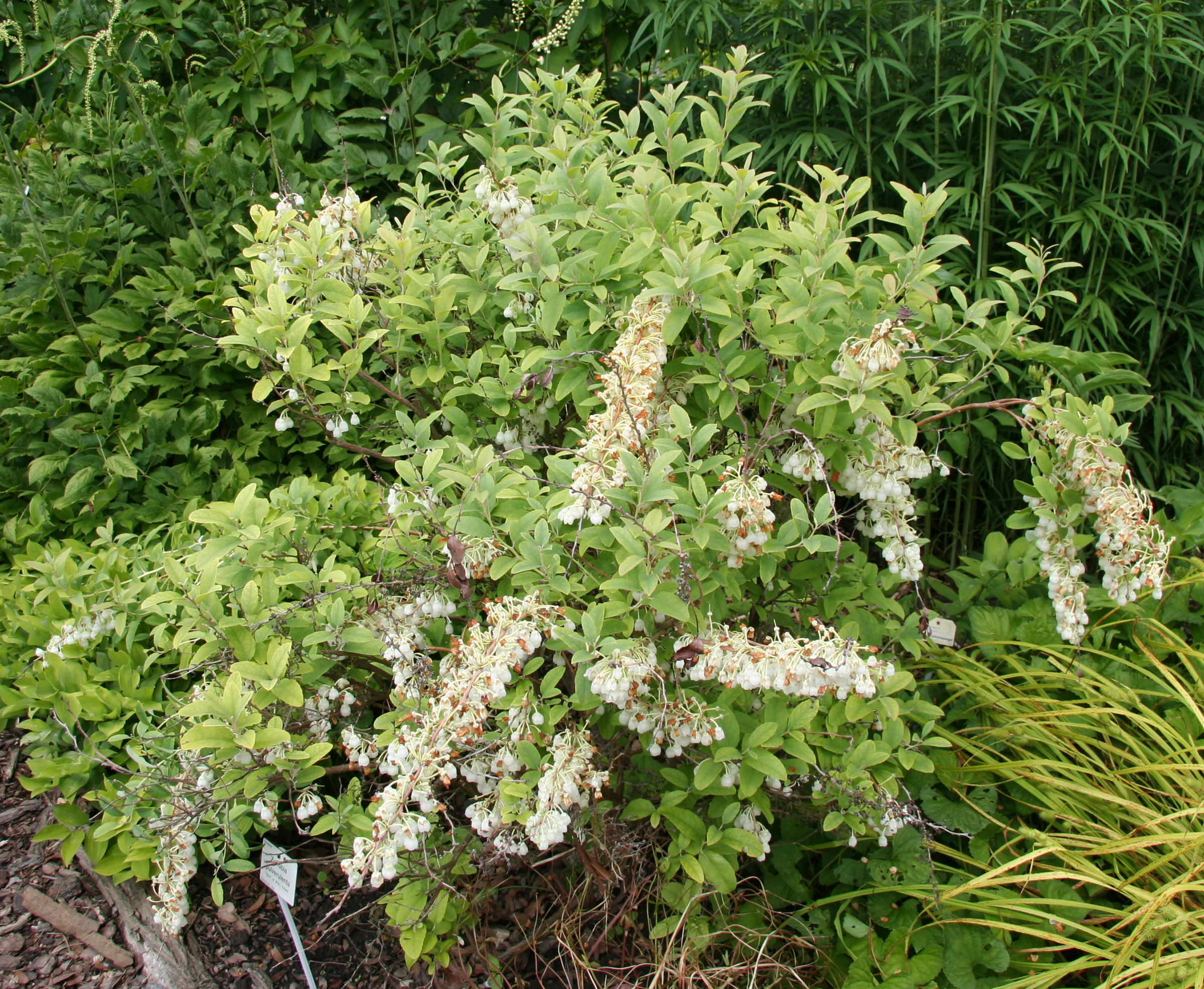
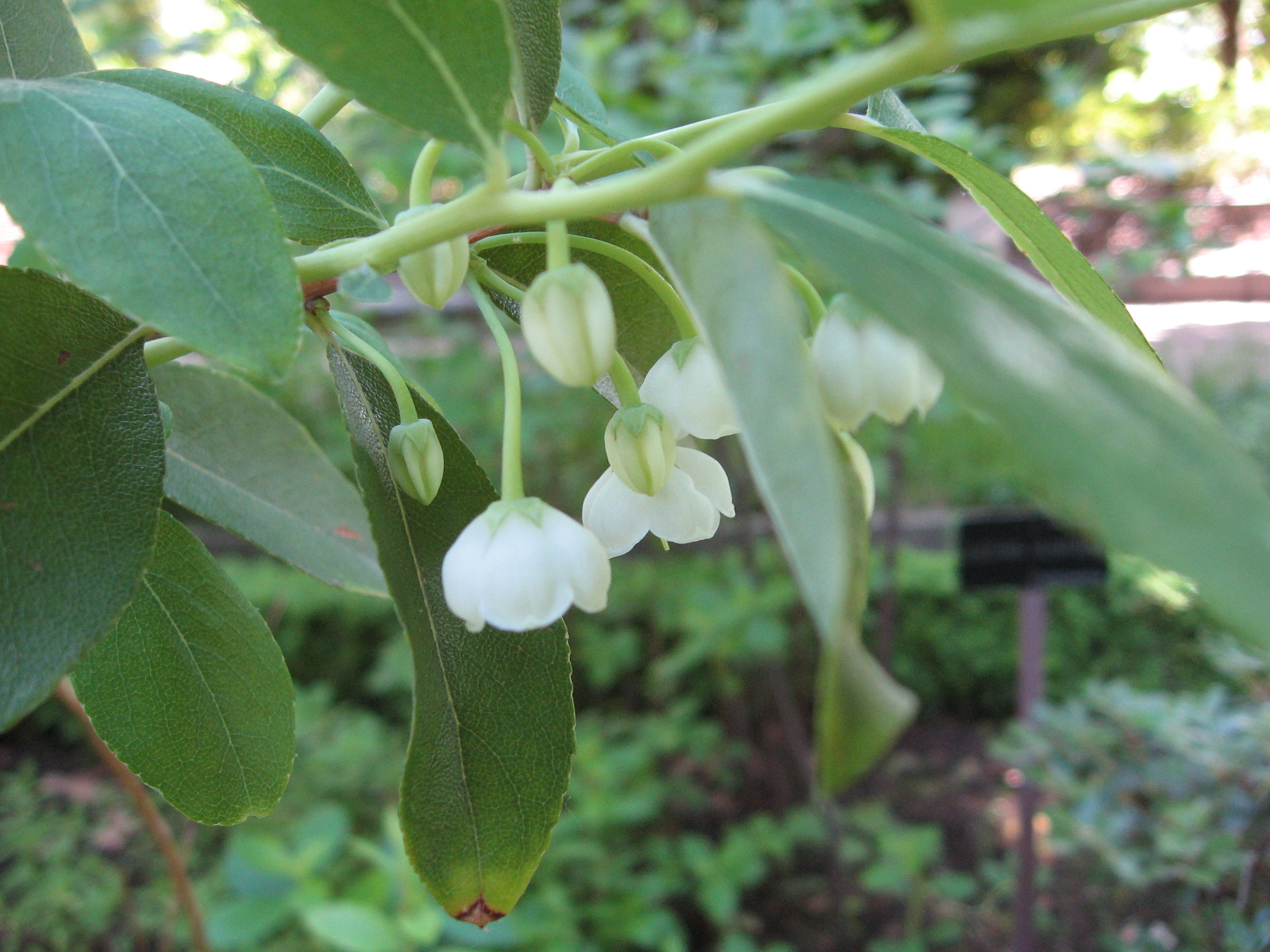